# Equazione di Williams-Landel-Ferry
L'equazione di Williams-Landel-Ferry (o equazione WLF) è un'equazione empirica associata al principio di sovrapposizione tempo-temperatura.
L'equazione WLF ha la forma:
{\displaystyle \log(a_{T})={\frac {-C_{1}(T-T_{\mathrm {r} })}{C_{2}+(T-T_{\mathrm {r} })}}}
dove {\displaystyle \log(a_{T})} è il logaritmo in base 10 del fattore di spostamento aT, T è la temperatura di interesse, Tr è una temperatura di riferimento e C1, C2 sono costanti empiriche corrette per adattarsi ai valori del fattore di spostamento aT.
L'equazione può essere utilizzata per fittare (tramite regressione lineare) valori discreti del fattore di spostamento aT rispetto alla temperatura. I valori del fattore di spostamento aT sono ottenuti dallo spostamento orizzontale log(aT) dei dati di cedevolezza a creep tracciati rispetto al tempo o alla frequenza in scala doppia logaritmica in modo che un set di dati ottenuto sperimentalmente alla temperatura T si sovrapponga al set di dati alla temperatura Tr. Sono necessari almeno tre valori di aT per ottenere le costanti C1, C2, ma tipicamente ne vengono utilizzati più di tre.
Una volta costruita, l'equazione WLF consente la stima del fattore di spostamento per temperature diverse da quelle per le quali il materiale è stato testato. In questo modo la curva maestra può essere applicata ad altre temperature. Tuttavia, quando le costanti vengono ottenute con dati a temperature superiori alla temperatura di transizione vetrosa (Tg), l'equazione WLF è applicabile solo a temperature pari o superiori a Tg; le costanti sono positive e rappresentano il comportamento di Arrhenius . L'estrapolazione a temperature inferiori a Tg è errata. Quando le costanti vengono ottenute con dati a temperature inferiori a Tg, si ottengono valori negativi di C1, C2, che non sono applicabili al di sopra di Tg e non rappresentano il comportamento di Arrhenius. Pertanto, le costanti ottenute al di sopra della Tg non sono utili per predire la risposta del polimero per applicazioni strutturali, le quali avvengono necessariamente a temperature inferiori alla Tg .
L'equazione WLF è una conseguenza del principio di sovrapposizione tempo-temperatura (TTSP), il quale, matematicamente, è un'applicazione del principio di sovrapposizione di Boltzmann. È il TTSP, non l'equazione WLF, che consente di costruire una curva maestra di cedevolezza che copre più tempi, o frequenze, di quanto è consentito dal tempo disponibile per la sperimentazione o dall'intervallo di frequenza della strumentazione, come l'analizzatore meccanico-dinamico (DMA).
Sebbene l'intervallo di tempo di una curva maestra sia ampio, secondo Struik, è valido solo se i set di dati non hanno subito effetti di invecchiamento durante il tempo di test. In questo caso, la curva maestra rappresenta un ipotetico materiale che non invecchia. La teoria del tempo efficace deve essere utilizzata per ottenere previsioni utili a lungo termine.
Avendo dei dati a temperature superiori a Tg, è possibile prevedere il comportamento (cedevolezza, modulo di immagazzinamento, ecc.) dei materiali viscoelastici a temperature T>Tg, e/o per tempi/frequenze più lunghi/più lenti del tempo a disposizione per la sperimentazione. Utilizzando la curva maestra e la relativa equazione WLF associata è possibile prevedere le proprietà meccaniche del materiale al di fuori della scala temporale dell'esperimento ({\displaystyle 10^{-2}}– {\displaystyle 10^{2}} Hz), estrapolando così i risultati dell'analisi su più frequenze su un intervallo più ampio, al di fuori del range di misura della macchina.

## Predire l'effetto della temperatura sulla viscosità
Il modello Williams-Landel-Ferry, o WLF, viene solitamente utilizzato per polimeri fusi o altri fluidi che mostrano una temperatura di transizione vetrosa.
Il modello è:
{\displaystyle \mu (T)\,=\,\mu _{0}10^{\left({\frac {-C_{1}(T-T_{r})}{C_{2}+T-T_{r}}}\right)}}
dove T è la temperatura di interesse, {\displaystyle C_{1}}, {\displaystyle C_{2}}, {\displaystyle T_{r}} e {\displaystyle \mu _{0}} sono dei parametri empirici (solo tre di essi sono indipendenti).
Se si sceglie {\displaystyle T_{r}} come la temperatura di transizione vetrosa, i parametri {\displaystyle C_{1}} e {\displaystyle C_{2}} diventano molto simili per un'ampia classe di polimeri. In genere, se {\displaystyle T_{r}} è impostato per corrispondere alla temperatura di transizione vetrosa {\displaystyle T_{g}}, si ha: 
{\displaystyle C_{1}\simeq 17,44}  e  {\displaystyle C_{2}\simeq 51,6\;\mathrm {K} }.
L'utilizzo di tali parametri universali consente di stimare la dipendenza della viscosità dalla temperatura di un polimero conoscendo la sua viscosità ad una singola temperatura.
In realtà i parametri universali non sono realmente universali, ed è sempre preferibile adattare i parametri WLF ai dati sperimentali, nell'intervallo di temperature di interesse.